# Ernestina
Ernestina je žensko osebno ime

## Različice imena
Ernesta, Erna, Stina in Tina

## Izvor imena
Ime Ernestina je ženska izpeljanaka iz imena Ernest.

## Izbor svetniških imen
V koledarju je Ernestina uvrščena k imenu Ernest (god 14. aprila)

## Pogostnost imena
- Leta 1994 je bilo v Sloveniji  190 nosilk imena Ernestina[3]
- Po podatkih Statističnega urada Republike Slovenije je bilo na dan 31. decembra 2007 v Sloveniji število ženskih oseb z imenom Ernestina: 144.[4]

## Zanimivost
Slovenski pesnik France Prešeren je imel z Ano Jelovškovo tri nezakonske otroke, hčer Ernestino je ljubkovalno klical Tinka1).